# Teodozije III. Abhaški
Teodozije III. Abhaški, nazivan još i Teodozije III. Slijepi, gruz. თეოდოს III, bio je kralj Abhazije od 975. do 978. godine. Sin je Đure II., koji je poslao Teodozija da odraste u bizantskoj prijestolnici Carigradu. 
Nakon vladavine njegovog brata Leona III., koji je umro 967. godine, u zemlji je izbio građanski rat. Nezadovoljni činjenicom da je kralja naslijedio Demetro III., pobunjenici su proglasili Teodozija kraljem. No, iz sukoba je kao pobjednik izašao Demetro, koji je Teodozija zarobio i oslijepio. Slijepi Teodozije bio je mogućnosti popeti se na abhaško projestolje tek po smrti Demetra III., jer on nije imao nasljednika.